# مسقط (محافظة)

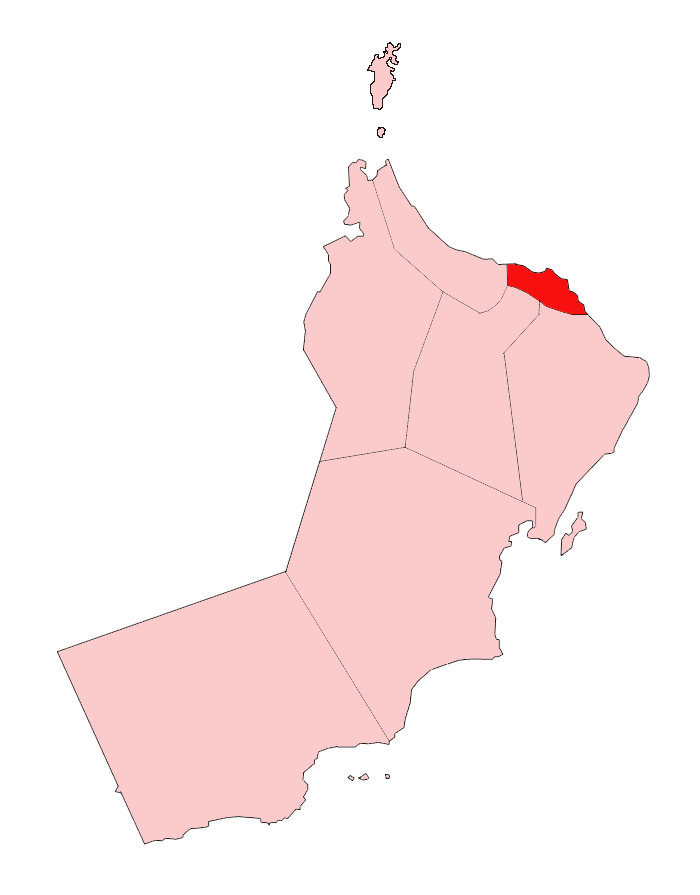
موقع محافظة مسقط

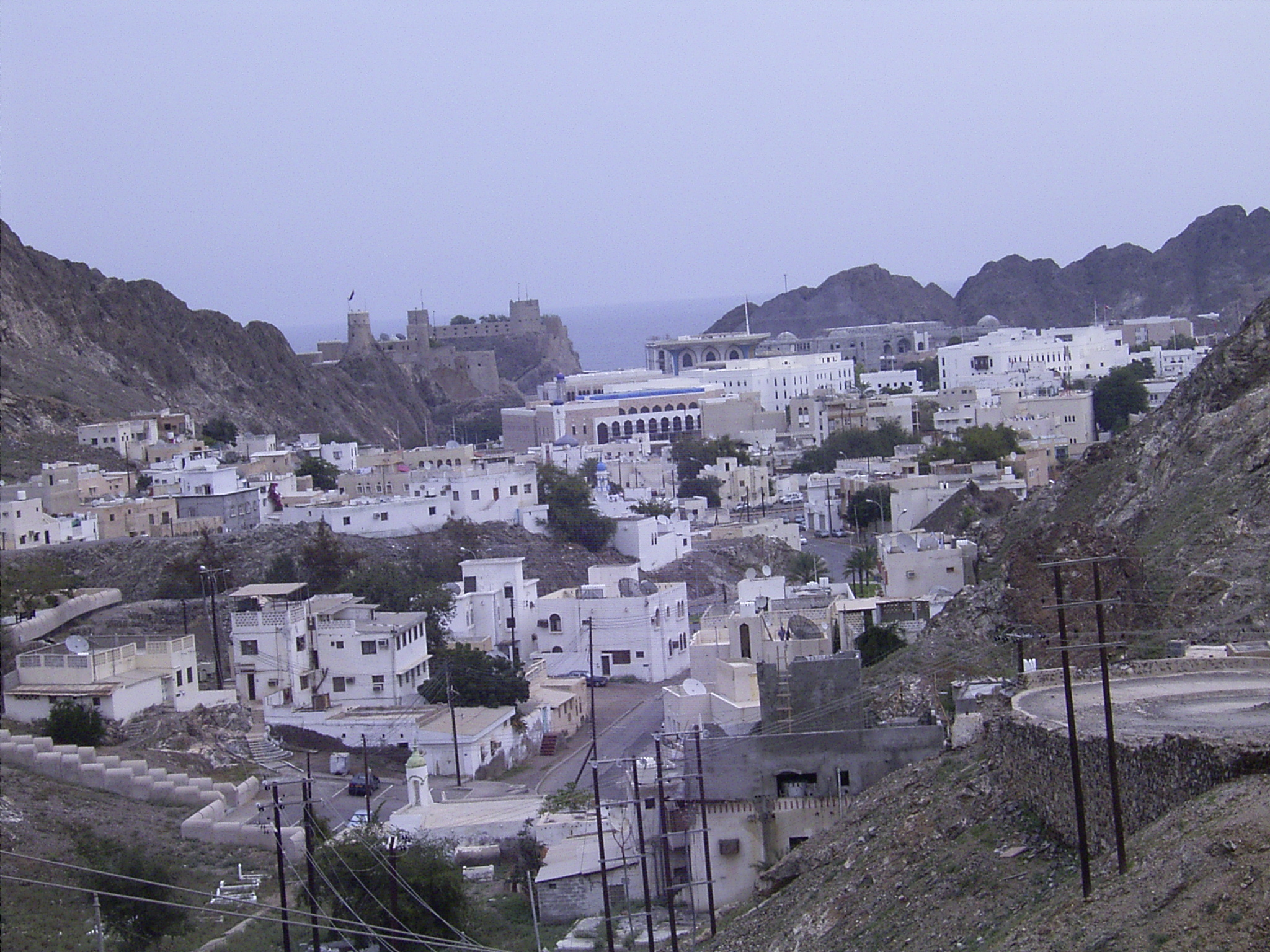
مسقط

محافظة مسقط هي عاصمة الحكم والمال والأعمال في سلطنة عمان، وتعد المنطقة المركزية للدولة على المستوى السياسي والاقتصادي والإداري، ففيها تقع مدينة مسقط "العامرة"، كما يطلق عليها عاصمة السلطنة ومقر الحكم ومركز الجهاز الإداري للدولة، كما تلعب محافظة مسقط دوراً حيويا للنشاط التجاري والاقتصادي سواء على المستوى المحلي أو الخارجي. تقع محافظة مسقط على بحر عمان . وتنحصر بين خليج عمان وجبال الحجر الشرقي، وتعتبر محافظة مسقط أكثر مناطق السلطنة كثافة بالسكان ومركز المال والأعمال ومحور الاهتمام.

## التقسيمات الإدارية
تتكون هذه المحافظة من 6 ولايات هي:
- مسقط
- ولاية مطرح
- ولاية بوشر
- ولاية السيب
- ولاية العامرات
- ولاية قريات

مسقط مدينة قديمة في تاريخها، معاصرة في حاضرها، لعبت دورا هاما كمحطة تجارية منذ بداية العصور الإسلامية، وتعتبر من أهم المراكز التجارية نظراً لموقعها الإستراتيجي المميز الهام، وتقع فيها قلعتي الجلالي والميراني التاريخيتين اللتين تشتهر بهما والتين كانتا أهم ما تركه البرتغاليون في عمان. ونشاهد في العاصمة مسقط وولاياتها التمازج الرائع بين التراث الحضاري القديم والطابع العصري الحديث المعاصر، فترى فيها المنازل والبوابات والأسواق القديمة التي تفوح بالعبق التاريخي الأصيل والدكاكين الصغيرة والطرق الضيقة الملتوية بجانب المنازل العصرية البيضاء والأسواق الحديثة والمحلات والشوارع الواسعة ذات التخطيط العمراني الحديث مما يحفظ لعمان شخصيتها التاريخية والحضارية ويضفي عليها في روح العصر والحداثة. كما كان يطلق عليها قديما باسم مسكد.
اشتهرت مسقط كأحد أنظف العواصم العربية، وقد نالت بذلك شرف الفوز في (مسابقة أنظف مدينة عربية) عدة مرات على التوالي، وتتويجاً لذلك فقد قام الكثير من رؤساء الدول وصناع القرار بحجز مساحات واسعة في مسقط لتكون مصايف ومناطق استجمام لهم.

## معالم ولاية مسقط

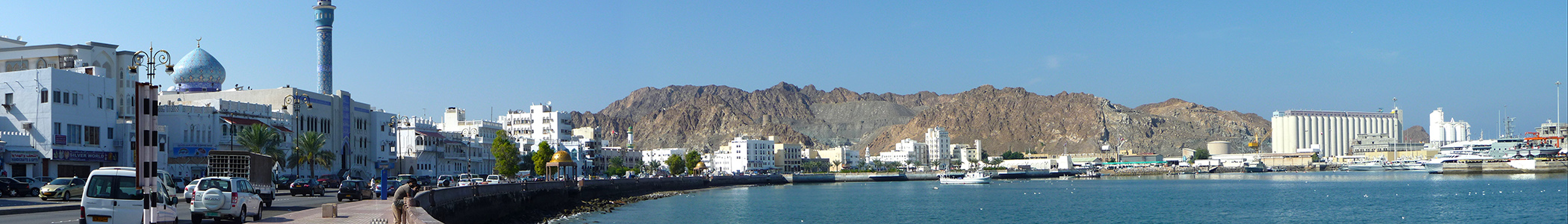
مشهد عام

تأسست قبل 900 سنة وعرفت بدورها التاريخي وهي واحة من الخضرة والنظافة والنظام تتميز بشبكة طرقها الحديثة وخدماتها المتطورة المنظمة ومن المزارات السياحية الهامة بها:

### بلدة السيفة
يوجد بها حصن يسمى حصن السيفة وهو يطل على البحر من جانب، وعلى الوادي من الجانب الآخر. وكانت أسوار مدينة مسقط في جميع العصور السابقة تعتبر الخط الدفاعي الأول لتحصين وحماية المدينة من المهاجمين والأعداء، نظرا لأن المدينة تحيطها الصخور الطبيعية التي تقوم مقام الأسوار الطبيعية، فقد أطلق العمانيون على هذا السور منذ القدم اسم (الحصن) وهو اسم على مسمى، فضلا عن وجود أسوار أخرى تحيط بالمدينة من الجانبين الغربي والجنوبي، وهي التي بنيت في عام 1625م وأقيمت عليها العديد من الأبراج الدائرية. أما الجانب الشمالي والشرقي فيحميها خليج مسقط والجبال الشرقية من جانب.

### أسوار مسقط
تضم أسوار مسقط ثلاثة مداخل أو أبواب رئيسية هي: باب المثاعيب والباب الكبير والباب الصغير. ويقع الأول في الركن الغربي، أسفل قلعة الميراني، والثاني عند نهاية الضلع الغربي للأسوار، وهو بمثابة المدخل الذي يؤدي إلى معظم الطرق المؤدية إلى كل ضواحي مسقط ومدينة مطرح كذلك. ويقع الباب الثالث الصغير منتصف الضلع الجنوبي، ويعتبر أيضا مدخلا رئيسيا مثل السابق كما ذكر.

### البيوت الأثرية
يوجد في مسقط خمسة بيوت أثرية هي: جريزة السيد نادر والسيد عباس بن فيصل وتعد قرى الجصة والخيران والسيفة من المواقع السياحية الشاطئية بمياهها الزرقاء الصافية وطبيعتها الخلابة، حيث تتعانق الأمواج والصخور مع بعضها البعض في جمال ساحر خلاب.

### الخيران

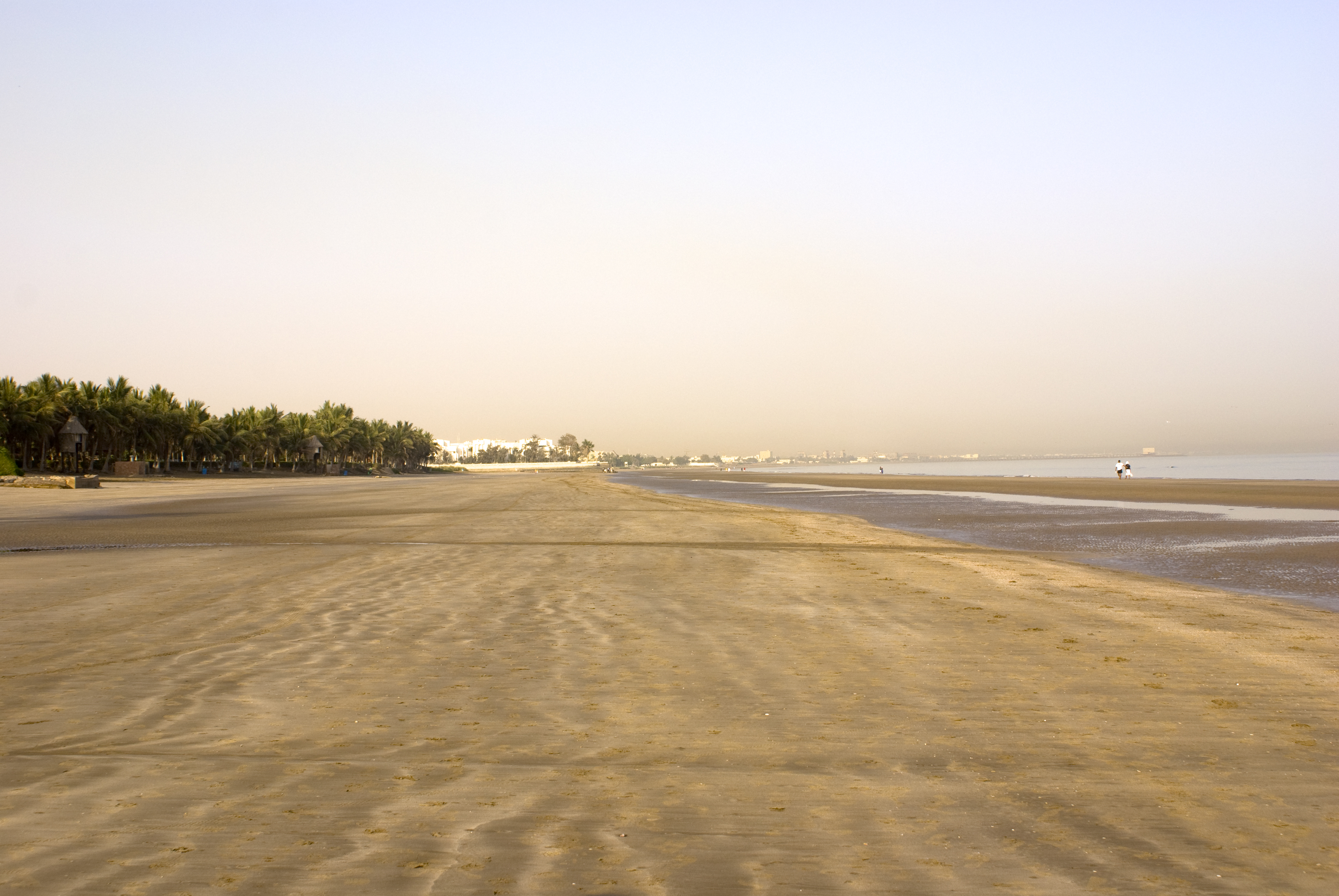
شاطئ

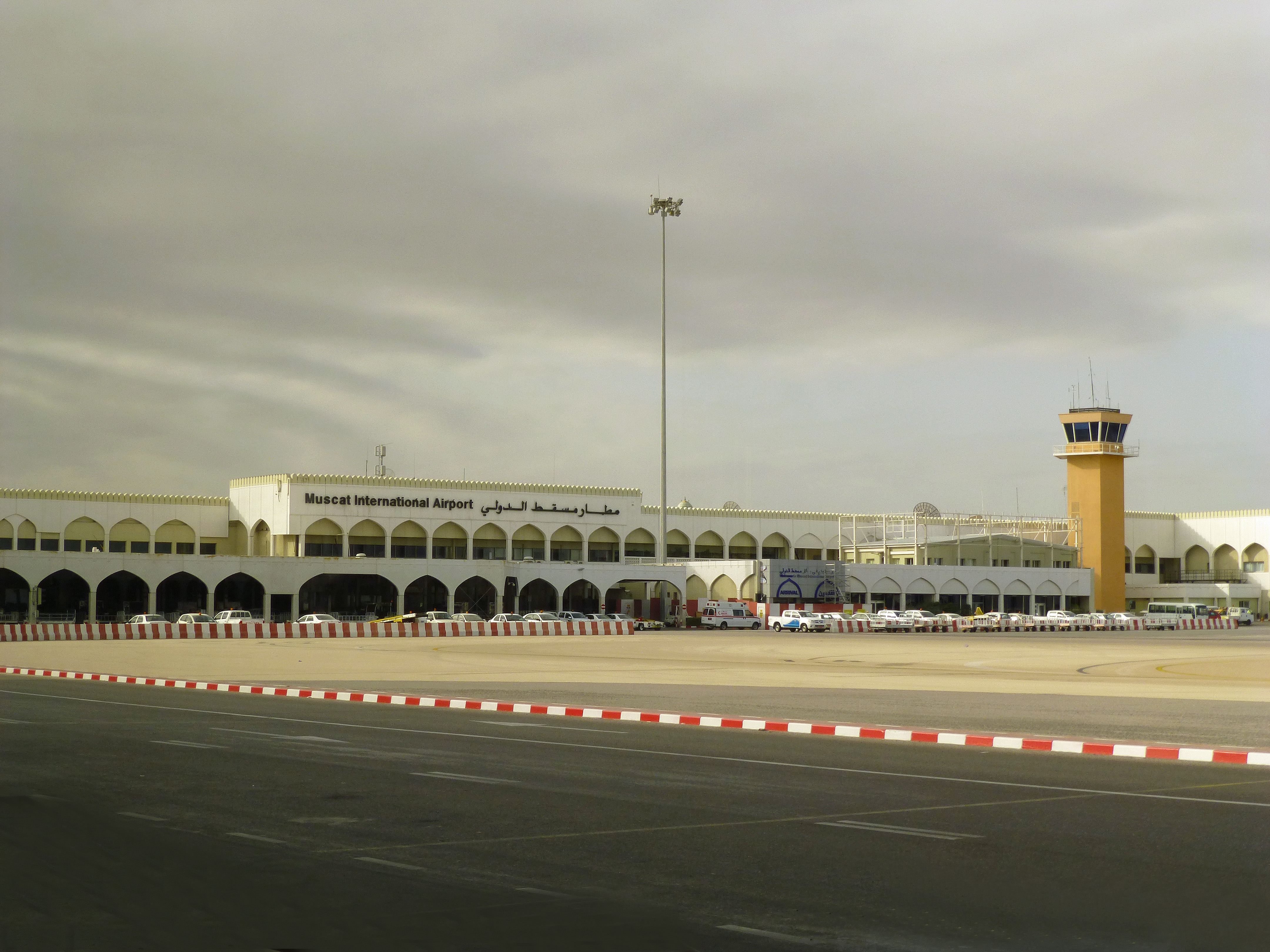
مطار مسقط الدولي

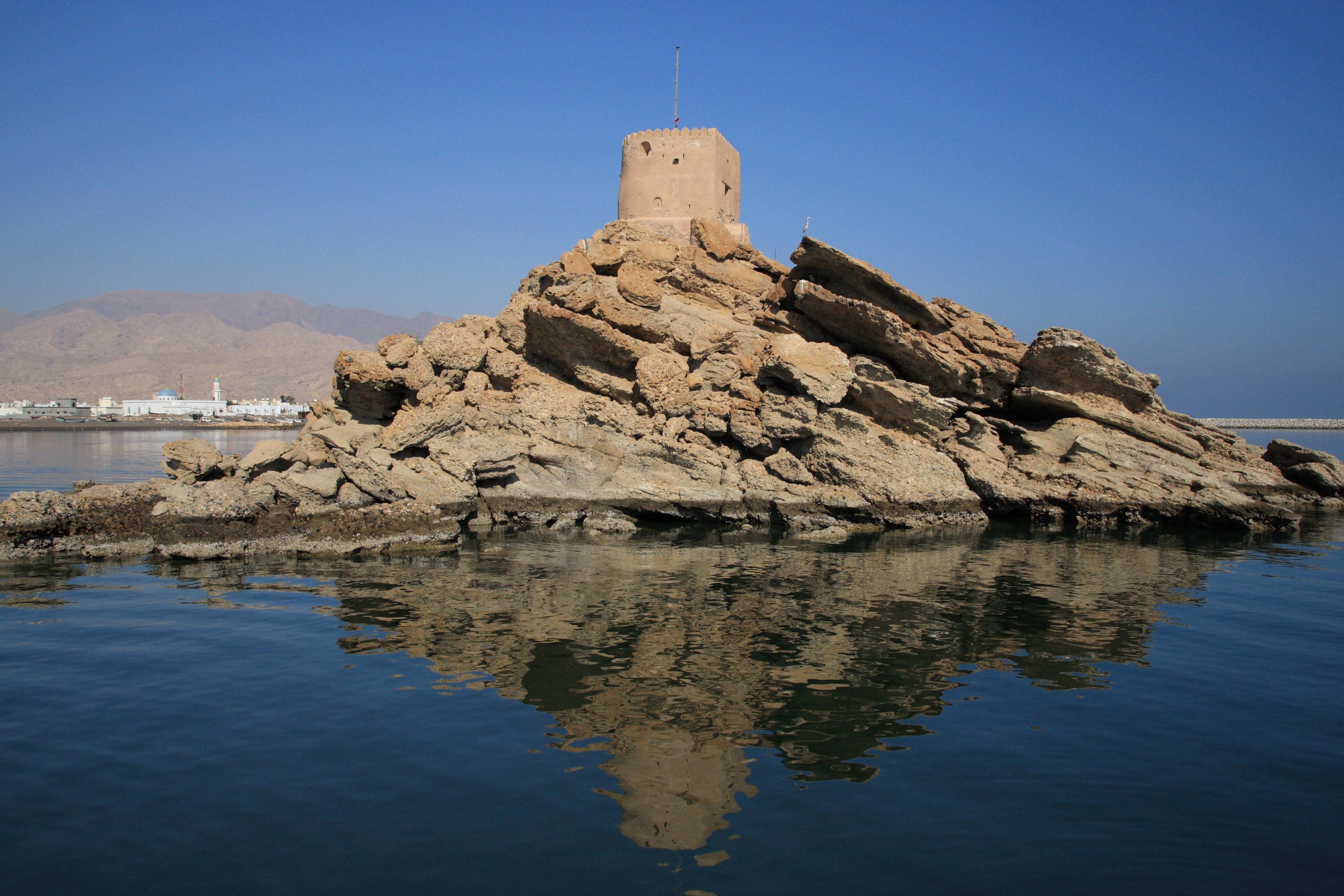
حصن الساحل بولاية قريات التابعة للمحافظة

وفي شاطئ الخيران تتداخل الخيران بين جبال منصوبة في ماء البحر الأزرق، وهو شاطئ يضم شجيرات بحرية تسمى (أشجار القرم). أما الشاطئ الثالث في قرية السيفة إلى الجنوب الشرقي من مدينة مسقط والمتصلة بولاية قريات فهو شاطئ هادئ ورائع الجمال، مما جعله مركزا لجذب الكثير من المواطنين والمقيمين ليقيموا مخيماتهم عليه في عطلات نهاية الأسبوع والاعياد.

### نادي بندر الروضة البحري
يقدم العديد من الأنشطة الترفيهية وتأجير القوارب ودروس الغوص.

### نادي عمان للغوص
يقع في بندر الجصة قبالة الشاطئ ويتيح فرصة تعلم وممارسة رياضة الغوص.

### المعالم السياحية الأخرى
- قلعتا الميران و الجلال
- شاطئ البستان
- شاطئ فتنب
- شاطئ الغول
- شاطئ القرم
- المتحف الهندي
- المتحف العماني الفرنسي
- متحف بيت الزبير
- متحف العملات النقدية العمانية
- متحف الطفل
- متحف القوات المسلحة (بيت الفلج)
- مركز العاصمة رخيوت
- مركز العلوم البحرية وصيد الأسماك
- معرض شركة تنمية نفط عمان
- المكتبة الفنية العامة
- القبة الفلكية

## وصلات خارجية
- خبار بلادي..سلطنة عمان.. محافظة مسقط
- قلعة الميراني